# Si貫通電極

TSVはDRAMデバイスにも使用される

Si貫通電極（シリコンかんつうでんきょく、through-silicon via、TSV）とは、電子部品である半導体の実装技術の1つであり、シリコン製半導体チップの内部を垂直に貫通する電極のことである。複数枚のチップを積ねて1つのパッケージに収める場合に、従来ではワイヤ・ボンディングで行なわれている上下のチップ同士の接続をこの貫通電極で行なう。
こういった電極は、構造の点では従来のプリント基板でビアと呼ばれているものとスケールを除けば同様のものであり、この「シリコン貫通電極」又は「TSV」は、「シリコン貫通ビア」や「TSS」（Through-Silicon Stacking、Thru-Silicon Stacking）とも呼ばれる。
TSVは3次元実装パッケージや3次元集積回路を作るのに重要な技術である。

## 3次元実装パッケージでのTSV技術
SiPやMCM、MCPなどの3次元実装パッケージでは、複数のICチップを垂直に積み重ね1つのパッケージに収めることで電子基板上の「フットプリント」（占有面積）を小さくしている。
このような積み重ねを使う従来の3次元実装パッケージでは、多くの場合、重ねたチップの端に沿ってワイヤ・ボンディングにより互いの信号接続を確保する。この方法では、結線空間のためにパッケージをわずかながらも大きくしなければならず、また通常はダイ間に「インターポーザー」層を追加しなくてはならない。これに対し、TSVを使用した3次元実装パッケージでは、従来の結線に代わり、シリコン製のウェハー又はダイといったチップを厚み方向に貫くビアがウェハーやダイ相互の垂直方向の接続を担う。このように、TSVを採用すれば、結線空間のためにパッケージを広げたり、ダイ間にインターポーザーを設けたりする必要が無くなることから、従来の手法に比べ3次元実装パッケージの面積や厚みを縮小することができる。
TSV技術を採用すると、（それぞれのビアやウェハー又はダイの大きさにも関係するが）数μm-200μmピッチ程度の間隔で接続部を配列できるため数千本単位の接続が提供され、事実上、必要なものはすべて接続することができる。なお、従来のワイヤ・ボンディングでは接続本数は100-200本程度に限られていた。またTSV技術では接続距離がごく短くなるためにノイズを受けにくく寄生容量も抵抗も小さくて済む。結果、遅延や減衰、波形の劣化が少なく、増幅や静電破壊保護のための余分な回路も省略できることがある。これらの効果によって、実装されたパッケージ内の回路の高速動作、簡略化および低消費電力化が達成される。
このように、TSV技術を採用して3次元集積回路（3D IC）は複数のシリコンウエハーやダイを積み重ね、垂直に相互結線することで1つの集積回路を作れば、単体の電子部品として機能するようになる。3次元集積回路で大量の機能を小さな「フットプリント」（占有面積）の中に詰め込めるようになる。加えて、素子同士の重要な電気経路が劇的に短く出来るために、処理の高速化が導かれる。
別の産業上の側面でもTSV技術は有用である。従来、アナログやデジタルの回路を1つのシリコンチップ上に形成することは、技術的には可能であっても産業上のメリットが見出せないことが多かった。これは、工程の複雑化によってコストが増し歩留まりが低下するためである。TSV技術により積層を利用する接続は、こういったデジタルとアナログや、さらにはDRAMのようなメモリー回路やCPUのようなロジック回路、アナログ高周波回路と低周波で低消費電力の回路といった異種の回路を組み合わせることにも採用することができる。回路種別に合ったウエハープロセスによって同種の回路のみを効率良く製造し、検査を経た後の良品のダイを組み合わせ接続する実装が可能となれば、ウエハーレベルで混載して低い歩留まりとなる場合に比べ、完成後の電子部品は総合的には安価となりうる。たとえTSV技術のためにコストを掛けたとしても、それ以上に個別のダイが適するプロセスで高効率に生産されコストが低下するためである。

## サブストレートの容量性結合
TSVは誘電体によってシリコン・サブストレートから金属接点が離されるために、それがサブストレートに対して容量結合のように振る舞う。今後、（例えば、GHz、またはそれ以上の）高速動作では、この容量性結合インピーダンスが劇的に減少してしまい、隣り合うTSV同士の望まないクロストークが生じてしまう。

## 高ARの作成
高AR（アスペクト・レシオ）の金属電極孔をシリコン層に埋め込むために種々の工夫が採用される。以下のような方法によって深い孔の底まで金属が満たされる。
中性原子のリフロー
シリコン基板を200-400℃程度に暖めて、スパッタした銅原子を孔口付近に着いたものを再流動化（リフロー）によって孔の奥まで流そうというもの。
長距離スパッタ
スパッタのターゲットと基板を離すことで、深い穴の底まで良く届く平行な角度を作る。
イオン化スパッタ
銅原子をイオン化して、基板のマイナス電位によって孔の底まで吸引させる。
窒素による孔口の潤滑層作成
アルゴンガス中に微量の窒素を入れて、孔口付近にN2による薄い潤滑層を形成させた後、銅原子や銅イオンを滑り込ませて孔の奥まで届ける。